# Alula Girma
Alula Girma (ur. 15 lipca 1993) – etiopski piłkarz grający na pozycji pomocnika.

## Kariera klubowa
Swoją karierę piłkarską Alula spędził w klubie Saint-George SA ze stolicy kraju, Addis Abeby. W jego barwach zadebiutował w 2010 roku w pierwszej lidze etiopskiej i grał w nim do 2018. W sezonach 2011/2012, 2013/2014, 2014/2015, 2015/2016 i 2016/2017 wywalczył z nim pięć mistrzostw Etiopii. Wraz z Saint-George zdobył też dwa Puchar Etiopii (2011, 2016).

## Kariera reprezentacyjna
W reprezentacji Etiopii Alula zadebiutował w 2010 roku. W 2013 roku został powołany do kadry na Puchar Narodów Afryki 2013. Od 2010 do 2016 rozegrał w kadrze narodowej 26 meczów.